# Liste der Monuments historiques in Viroflay
Die Liste der Monuments historiques in Viroflay führt die Monuments historiques in der französischen Gemeinde Viroflay auf.

## Liste der Bauwerke
| Bezeichnung                     | Beschreibung | Standort                | Kennzeichnung | Schutzstatus | Datum     | Bild |
| ------------------------------- | ------------ | ----------------------- | ------------- | ------------ | --------- | ---- |
| Pavillon Saint-Vigor mit Garten |              | 34, rue Jean Rey (Lage) | PA00087786    | Inscrit      | 1945 1946 |      |

## Liste der Objekte
- Monuments historiques (Objekte) in Viroflay in der Base Palissy des französischen Kultusministeriums